# Симфония № 5 (Уствольская)
Симфония № 5 «Amen» — произведение Галины Уствольской, написанное в 1989—1990 гг. Средняя продолжительность исполнения — 13 минут.
Симфония написана для чтеца в сопровождении гобоя, скрипки, трубы, тубы и деревянного куба. Деревянный куб — ударный инструмент, разработанный Уствольской для её Второй композиции: закрытый куб из ДСП размером 43 см х 43 см, по которому бьют деревянными молотками.
Текст симфонии — «Господня молитва» — может быть произнесён на русском, английском или немецком языке.
Согласно партитуре, чтец, мужчина, должен быть одет в чёрное.
Как и Четвёртая симфония, эта симфония состоит из блоков музыкального материала, в данном случае четырёх, которые разворачиваются один за другим без вариаций. Четыре блока объединены тональной направленностью на ре-бемоль.
Премьера состоялась 19 января 1991 года в Нью-Йорке в исполнении ансамбля «Континуум» под руководством Джоэла Сакса.
Уствольской нравилась запись London Musici. Её наследник и муж — К. А. Багренин — высоко оценил видеозапись исполнения симфонии американским ансамблем Cantata Profana (2019).

## Записи
- Megadisc Classics — Олег Малов (чтец), «Солисты Санкт-Петербурга», Дмитрий Лисс (дирижер)
- RCA — Сергей Лейферкус (чтец), London Musici, Марк Стивенсон (дирижер)